# Baetis beskidensis
Baetis beskidensis is een haft uit de familie Baetidae. De wetenschappelijke naam van de soort is voor het eerst geldig gepubliceerd in 1972 door Sowa.
De soort komt voor in het Palearctisch gebied.